# Маяк (Нанайський район)
Мая́к (рос. Маяк) — село у складі Нанайського району Хабаровського краю, Росія. Адміністративний центр та єдиний населений пункт Маяцького сільського поселення.

## Населення
Населення — 1638 осіб (2010; 1768 у 2002).
Національний склад (станом на 2002 рік):
- росіяни — 87 %